# آلفردو دسپاینه
آلفردو دسپاینه (اسپانیایی: Alfredo Despaigne‎؛ زادهٔ ۱۷ ژوئن ۱۹۸۶) بازیکن بیس‌بال اهل کوبا است.
وی در مسابقات کشوری و بین‌المللی در مجموع برندهٔ ۲ مدال طلا، ۳ مدال نقره، ۲ مدال برنز شده‌است.